# Корнилије Палеостровски
Корнилије Палеостровски Олонецки (2. половина 14. века - 1420) - светитељ Руске православне цркве, преподобни, оснивач Палеостровског манастира Рођења Христовог. Спомендан – 19. мај (1. јун).

## Биографија
У младости, напуштајући свој родни град, Корнилије је лутао по манастирима и пустињама. Живео је неко време у Валаамском манастиру; Крајем 14. века постао је оснивач монашког живота на острву Пејли у заливу Толвуи језера Оњега. Живео је у природној каменој келији-пећини, у посту и молитви, носећи тешке гвоздене ланце.
Постепено је формиран манастир, изграђен је храм у част Рођења Пресвете Богородице, звоник и две цркве - Николскаја и Иљинска.
Умро је око 1420. године. Његове мошти је у цркву Рођења Пресвете Богородице пренео његов ученик Аврамије Палеостровски. Ускоро су ппоред његових светих моштију почела да се дешавају чуда и исцељења болесника.